# 瘦脊伪针茅
瘦脊伪针茅（学名：Pseudoraphis spinescens var. depauperata）为禾本科伪针茅属下的一个变种。

## 扩展阅读
- 維基物種上的相關：瘦脊伪针茅